# Lambert van Kleef
Lambertus Theodorus ('Lambert' of 'Berth') van Kleef (Den Haag, 21 mei 1846 – Den Haag, 19 februari 1928) was een Nederlandse arts en amateurfotograaf. Hij verwierf bekendheid als pionierend chirurg in een tijd dat de medische wetenschap grote veranderingen onderging. In 1882 verrichtte hij als eerste in Nederland een geslaagde maagoperatie. In 1896 maakte hij de eerste medische röntgenfoto's in Nederland. Als geneesheer-directeur van het Maastrichtse Ziekenhuis Calvariënberg wist hij dit achtergebleven gemeentelijke ziekenhuis te vernieuwen tot een van de modernste van het land. Zijn bewaard gebleven collectie amateurfoto's is van belang voor de geschiedenis van de fotografie in Nederland en de stadsgeschiedenis van Maastricht, Den Haag en andere plaatsen.

## Levensloop

### Familie, jeugdjaren en opleiding
Lambert van Kleef werd geboren als oudste van acht kinderen van de middenstander Petrus (Peter) van Kleef en diens echtgenote Anna Maria Meyers. Van de acht kinderen zouden slechts drie de volwassenheid bereiken. De Van Kleefs dreven een distilleerderij aan de Haagse Lange Beestenmarkt, een bedrijf dat nog voortleeft als Distilleerderij Museum Van Kleef. Over Lamberts kinderjaren is weinig bekend, maar duidelijk is dat hij weinig ambitie toonde voor het familiebedrijf.
De familie Van Kleef behoorde tot de circa 19.000 katholieken, die omstreeks het midden van de 19e eeuw ongeveer een derde van de Haagse bevolking uitmaakten. Het is niet duidelijk waar Lambert van Kleef zijn eerste schoolopleiding kreeg, maar dit zal ongetwijfeld een school van katholieke signatuur zijn geweest. Vermoedelijk volgde hij in het Noord-Brabantse Zevenbergen vervolgonderwijs aan het Institution des Gens Jeunes ('Kostschool voor Jonge Heeren') van de onderwijzer Christiaan Mol.

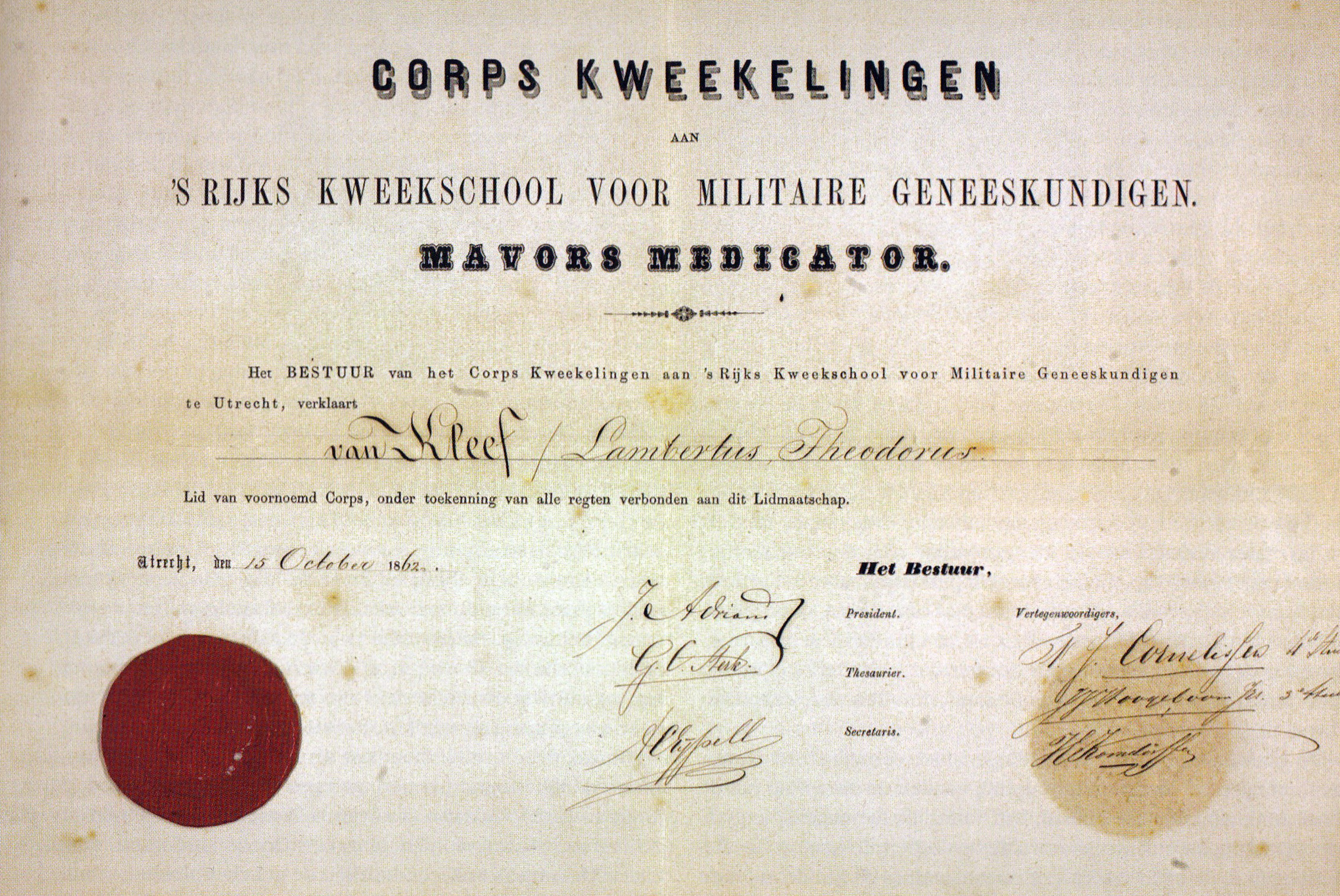
Oorkonde studentenvereniging Rijks Kweekschool voor Militaire Geneeskundigen in Utrecht, 1862

Omdat hij geen gymnasiale vooropleiding had genoten, stonden de medische faculteiten van Leiden, Utrecht, Amsterdam en Groningen niet voor hem open. Van 1862 tot 1866 studeerde Van Kleef aan de Utrechtse Rijks Kweekschool voor Militaire Geneeskundigen, een opleiding waarvoor wel een zekere basiskennis van het Latijn was vereist, maar waar niet in die taal werd gedoceerd. Dankzij het daaraan verbonden militaire hospitaal (Rijks Hospitaal ter Instructie, tegenwoordig Centraal Militair Hospitaal) stond het praktisch gerichte onderwijs er als goed bekend. Ook was er grote aandacht voor de exacte wetenschappen, die bij het universitair onderwijs toen nog goeddeels ontbraken. In het laatste studiejaar behandelden de studenten, onder toezicht, zelfstandig patiënten en werkten ze enige tijd in de ziekenhuisapotheek. Aan de Rijkskweekschool was geen internaat verbonden. De zestienjarige Van Kleef woonde in Utrecht aanvankelijk op kamers aan de Voorstraat, later aan de Potterstraat. Hij doorliep de opleiding zonder problemen en slaagde in 1866 bij de eerste poging voor het eindexamen. Met enkele medestudenten, zoals H.E. Korndorffer en G.H. de Kruijff, hield hij jarenlang contact.

### Militair geneeskundige: Kampen, Venlo en Wesel
Op 7 juli 1866 werd Van Kleef – twintig jaar oud – benoemd tot officier van gezondheid 3e klasse met de rang van tweede luitenant bij de Koninklijke Landmacht. De Militaire Geneeskundige Dienst (MGD) plaatste hem korte tijd later bij het Instructiebataljon van de landmacht in Kampen, waar hij assistent was van officier van gezondheid majoor J.J.P. van den Heuvel tot Beichlingen, gezegd Bartolotti Rijnders (1816-1883). In tegenstellingen tot de manschappen, woonden officieren niet in de kazerne. Van Kleef betrok dus ook in Kampen kamers en verbleef achtereenvolgens op twee verschillende adressen aan de Oudestraat. Na ruim twee jaar in Kampen, volgde op 17 oktober 1868 zijn benoeming bij het garnizoen te Venlo, waar hij kamers betrok aan de Vleeschstraat. Van Kleef was in Venlo assistent van majoor H.Z. Woltersom (1812-1908), die hij later in Maastricht weer zou tegenkomen als hoofd van het plaatselijke garnizoenshospitaal. Van Kleef zou, met enkele korte onderbrekingen, vijf jaar als militair geneeskundige in Venlo gestationeerd blijven, de laatste twee jaar als officier van gezondheid 2e klasse met de rang van eerste luitenant. In Venlo leerde hij de arts J.P.H. van de Loo kennen, de bekende maar enigszins omstreden promotor van het gipsverband van Mathijsen. In 1872 trad hij in het huwelijk met Van de Loo's nicht Cato.

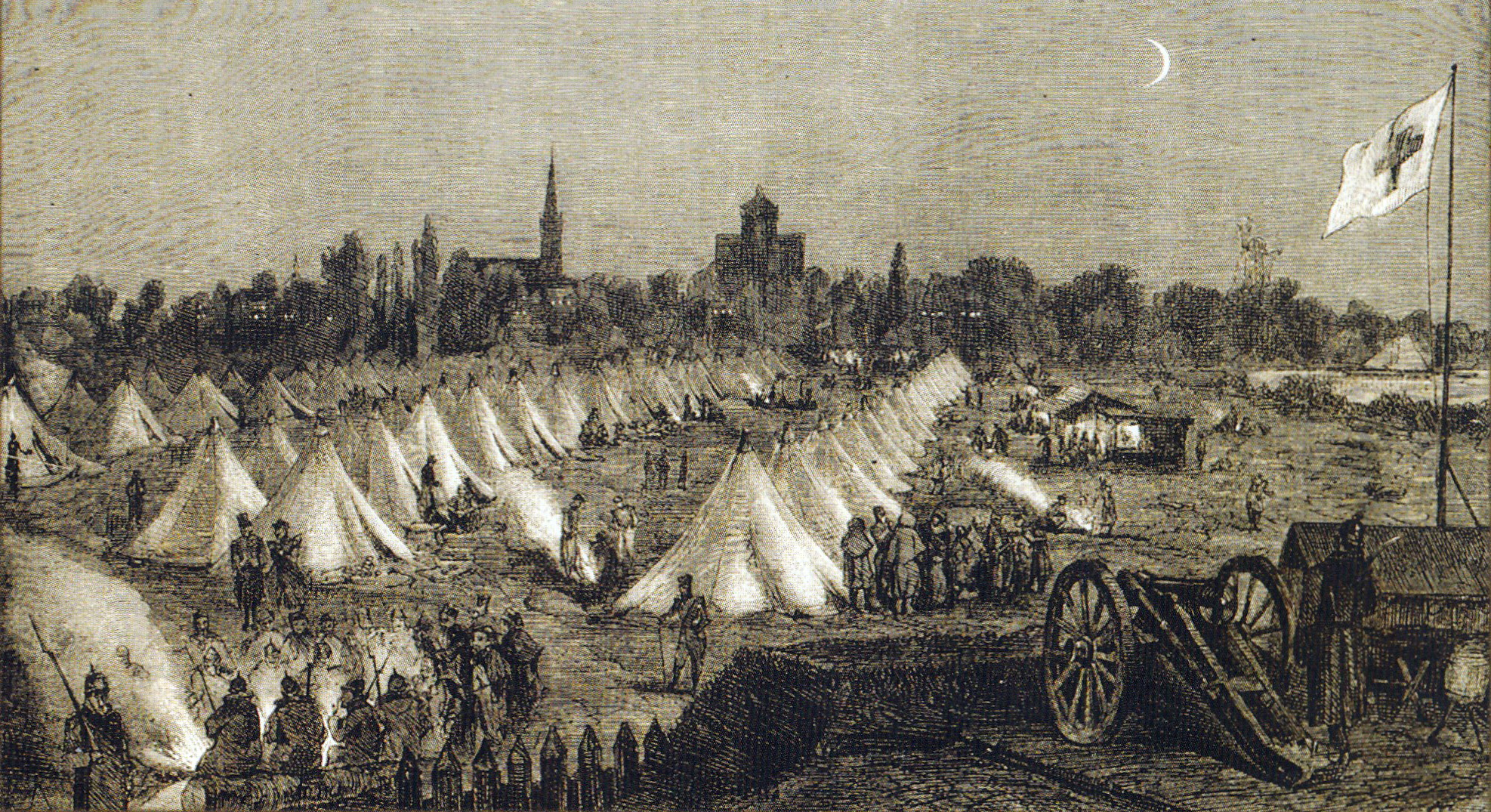
Franse krijgsgevangenen in een tentenkamp bij Wesel (V. Stoltenberg Lerche, 1870). Van Kleef werkte in een vlakbij gelegen barakkenkamp

Toen de Frans-Duitse Oorlog (1870-1871) uitbrak, vroeg Van Kleef buitenlands verlof aan bij de MGD en het toenmalige Ministerie van Oorlog, om als vrijwilliger medische hulp te verlenen aan militaire slachtoffers. In 1863 was in Genève het Internationale Roode Kruis opgericht, dat in 1867 een Nederlandse afdeling kreeg onder voorzitterschap van koning Willem III. Na het uitbreken van de oorlog op 19 juli 1870, stuurde het Nederlandsche Roode Kruis al in augustus de eerste veldhospitalen naar België, Luxemburg en Frankrijk. Incidenteel zond men ook individuele artsen en officieren van gezondheid naar kampen met Franse krijgsgevangenen in Duitsland, waar de Duitse militaire medische staf het werk niet aankon. Van Kleef werd uitgezonden naar Wesel, niet ver van Venlo, waar op dat moment dertigduizend Franse krijgsgevangenen verbleven. Van 2 december 1870 tot 6 januari 1871 werkte de dan 24-jarige Van Kleef met twee studiegenoten in de merendeels buiten de stad gelegen kamplazaretten. Hij deed in Wesel waardevolle ervaring op met betrekking tot besmettelijke ziekten en de chirurgie. Een verzoek om langer te mogen blijven, werd tot teleurstelling van de Duitse staf afgewezen. 

### Artsexamen in Amsterdam en burgerarts in Venlo
| Proefschrift                                                         |  | Doctoraatsbul |
| Proefschrift en bul van Van Kleef, Universiteit van Heidelberg, 1880 |  |               |

Op 14 juni 1873 werd Van Kleef van Venlo overgeplaatst naar het garnizoenshospitaal in Amsterdam, gevestigd in de Oranje-Nassau Kazerne. Met zijn vrouw huurde hij een etagewoning in het nog schaars bebouwde Amsterdam-Zuid, op de hoek van de Hobbemastraat en de P.C. Hooftstraat. Anderhalf jaar later zou hier hun dochter Bertha worden geboren. In hetzelfde jaar 1873 behaalde hij aan het Athenaeum Illustre het burgerlijk artsexamen, nadat hij bij prof. Leopold Lehmann (1817-1880) de hem ontbrekende praktische kennis van vrouwenziekten en verloskunde had aangevuld. Toen in 1876 zijn tienjarig dienstverband met de krijgsmacht afliep, vroeg en verkreeg hij per 1 juli van dat jaar eervol ontslag. Zijn schriftelijk ingediende, weloverwogen motivering voor het verlaten van de MGD haalde de landelijke en regionale pers, en zou later mede leiden tot een reorganisatie van de dienst.
Van Kleef vestigde zich als burgerlijk arts met vrouw en dochter opnieuw in Venlo, aan de Lomstraat, waar hij aan de slag ging als huisarts. Al na enkele maanden voerde hij in het plaatselijke Sint Joseph Gasthuis een drietal ovariotomieën uit, het verwijderen van een cyste aan de eierstok. Een van de drie patiënten zou de behandeling niet overleven. In 1877 publiceerde hij een artikel over deze risicovolle ingreep. In 1880 promoveerde hij aan de universiteit van Heidelberg met een proefschrift over intercostale zenuwrek.

### Specialist en geneesheer-directeur in Maastricht
In november 1881 werd Van Kleef benoemd als geneesheer-chirurg bij het Gesticht Calvariënberg te Maastricht. Hij was de eerste medische specialist die bij een Limburgs ziekenhuis zou worden aangesteld. Hij reorganiseerde het ziekenhuis en de plaatselijke geneeskundige armenzorg door onder meer de oprichting van een polikliniek voor minvermogenden. Als chirurg slaagde hij erin diverse vernieuwingen in de zieken- en gezondheidszorg door te zetten, waarbij hij weerstand niet uit de weg ging. Van Kleef hield zich steeds op de hoogte van de nieuwste wetenschappelijke ontwikkelingen, zoals antisepsis, asepsis, narcose en röntgenologie.

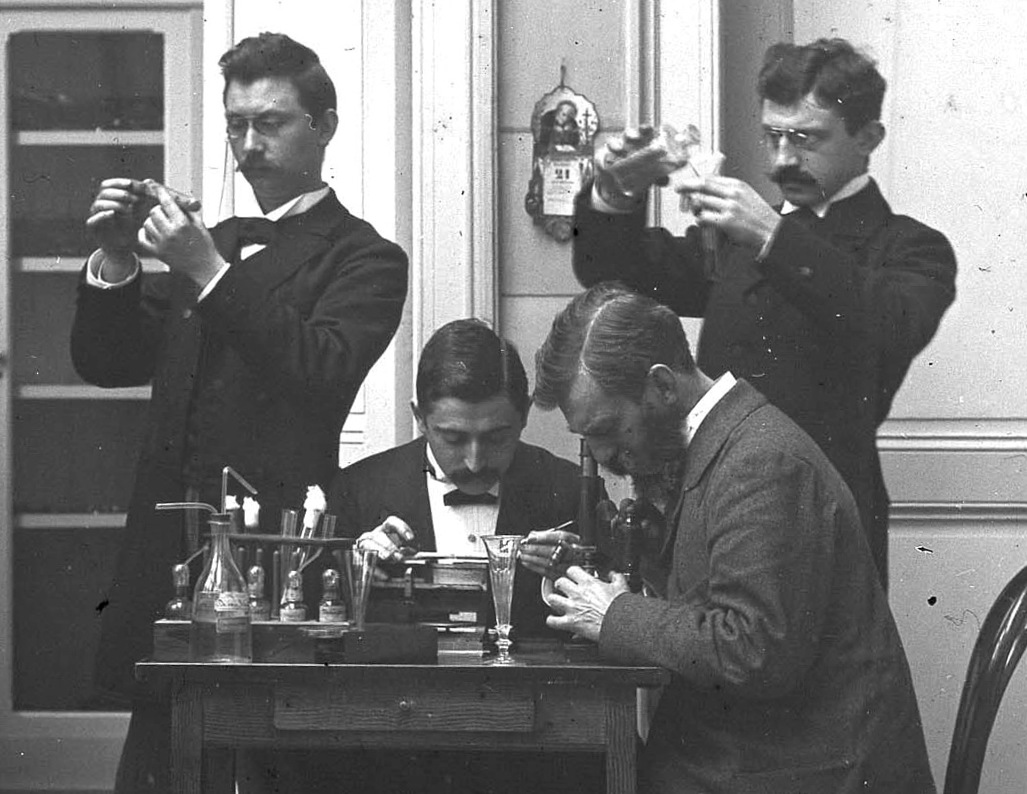
Van Kleef met collega's (Timmers, Indemans en Van der Horn van den Bos) in het laboratorium, ca. 1895-96

In Maastricht verwierf hij zich een internationale reputatie met toen zeer gewaagde maag- en andere buikoperaties, gewaagd omdat hierbij de buikholte werd opengelegd. Tijdens zijn Maastrichtse jaren deden tientallen jonge medici ervaring bij hem op, om vervolgens bijna allemaal een glanzende carrière tegemoet te gaan. In 1888 kwam het door zijn bemoeienissen tot een beter georganiseerd Limburgs vaccinatieprogramma tegen pokken. Ook de epidemiologie en de openbare en preventieve gezondheidszorg hadden Van Kleefs belangstelling. Zijn voorzichtige verklaring voor de grote Maastrichtse cholera-epidemie van 1894 zou in later jaren door de wetenschap worden bevestigd.
Lambert van Kleef was de drijvende kracht achter de uitbreiding van het bestaande hospitaal in Maastricht met het eerste paviljoenziekenhuis in Nederland. Dit in 1891 geopende 'derde ziekenhuis Calvariënberg' was een ontwerp van Jules Bilmeyer en Jozef van Riel uit Antwerpen. Het had meerdere operatiekamers, zes algemene paviljoens voor mannen en vrouwen en een separate klasse-afdeling, een relatief nieuwe ontwikkeling in het ziekenhuiswezen. Het ziekenhuis viel onder het bestuur van het Burgerlijk Armbestuur, terwijl de verpleging in handen was van de Liefdezusters van de Heilige Carolus Borromeus, beter bekend als 'zusters Onder de Bogen'. Toen Van Kleef in 1881 begon, waren er in Nederland nog weinig geschoolde verpleegsters en in Maastricht geen enkele. De religieuze pleegzusters waarmee Van Kleef moest werken, waren bovendien snel in hun zedelijk gevoel aangetast, zelfs al bij het aanschouwen van een naakte mannelijke peuter, of bij een gecompliceerde bevalling. Niettemin kreeg hij het voor elkaar dat deze Liefdezusters rond de eeuwwisseling een opleiding ziekenverpleging gingen volgen. In 1901 slaagden in Amsterdam de eerste elf voor het examen. Zij waren de eerste gediplomeerde religieuzen in Nederland. Een van hen was zuster Rosalie van Haaff (1860-1928), later overste van het Onze Lieve Vrouwe Gasthuis in Amsterdam.
Zijn reputatie als heelkundige (chirurg) maakte Lambert van Kleef een goede kandidaat voor een professoraat. Een aanbod van de Rijksuniversiteit Groningen uit 1889 wees hij af. Een voordracht in Utrecht een jaar later ondervond tegenwerking, omdat hij katholiek was. Feit is echter, dat hij voor een academische loopbaan elders geen belangstelling had. Het beviel Van Kleef in Maastricht. Hij was er de hoogst betaalde gemeentelijke ambtenaar en werkte daarvoor extreem hard, maar in het ziekenhuis had hij de vrije hand. Van Kleef was lid van de Sociëteit Momus en omarmde het Maastrichtse gezelschapsleven.
Na een glansrijke carrière nam Van Kleef in 1904 op 58-jarige leeftijd ontslag als geneesheer – en sinds 1897 ook directeur – van het Burgerziekenhuis Calvariënberg. Hij werd opgevolgd door zijn voormalige assistent, Gerard Rombouts (1869-1946), die deze functie 33 jaar lang zou vervullen.

### Maagoperaties
Op 27 januari 1882 verrichtte Van Kleef voor het eerst een resectio pylori, het uitsnijden van de vernauwde maagsluitspier als gevolg van een maagzweer en het maken van een nieuwe uitgang naar de twaalfvingerige darm. De operatie duurde twee uur en de patiënt, die Van Kleef uit Venlo kende, maakte het daarna goed. Het was de tweede maagoperatie in Nederland, maar de eerste die slaagde. Wereldwijd was het pas de tweede die slaagde. Van Kleef deed in de volgende zes jaar nog vier soortgelijke operaties, maar deze patiënten overleden na een paar dagen. Van Kleefs reputatie als pionierend chirurg was toen echter al gevestigd. Met een nieuwe methodiek - de gastro-enterostomie - verrichtte hij tussen 1888 en 1901 succesvol honderd ingrepen bij 99 patiënten. Opmerkelijk is dat van deze reeks een album met een voor die tijd uniek na-onderzoek bewaard is gebleven.

### Röntgenfoto's

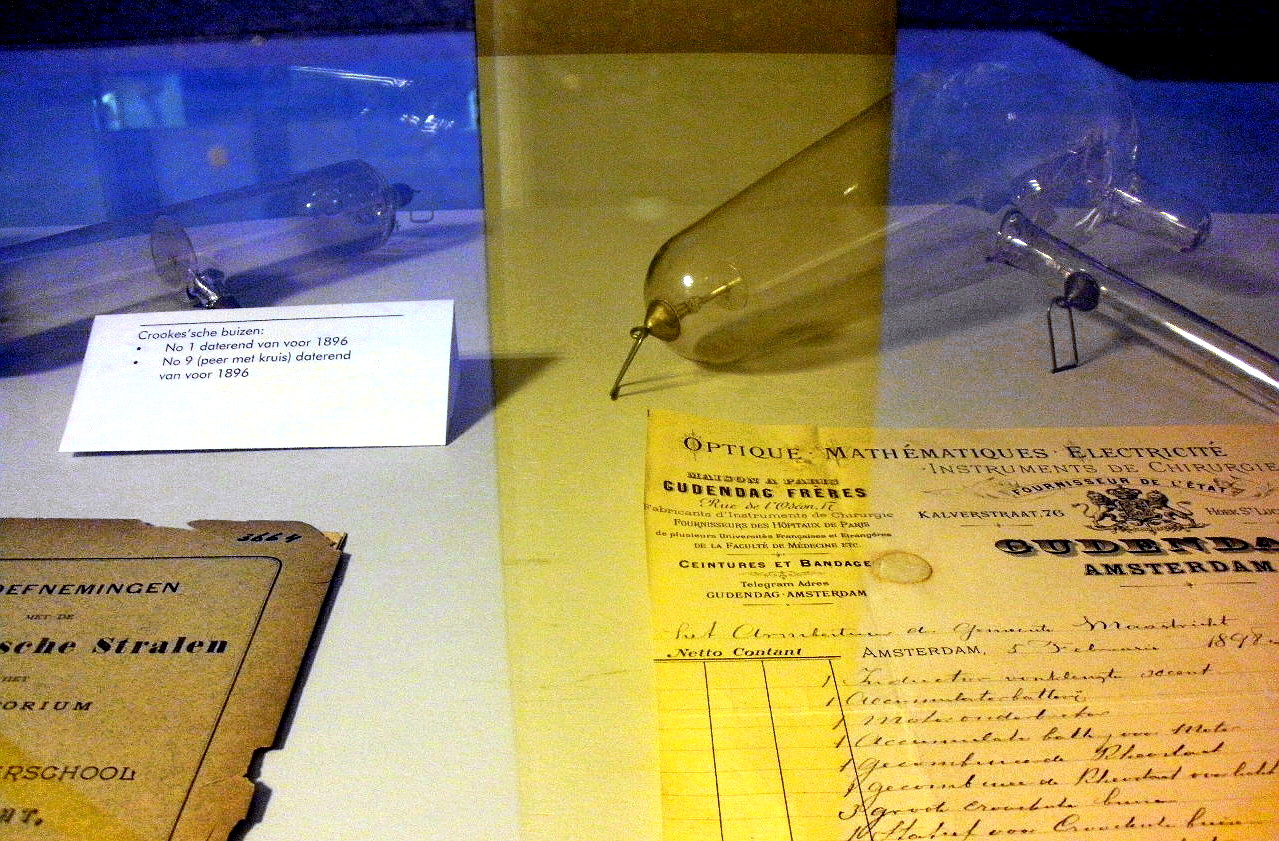
De door Van Kleef in 1897 bestelde röntgen-apparatuur (met de rekening)

In januari 1896 maakte dr. Lambert van Kleef, samen met de natuurkundige en directeur van de Gemeentelijke HBS dr. Heinrich Joseph Hoffmans (1842-1925) en de fotograaf Johan van den Eerenbeemt (1862-1944), eigenaar van het fotoatelier P. Stutz, een reeks röntgenfoto's, waarvan de medische platen de vroegste in Nederland zijn. De eerste medische röntgenfoto in Nederland was die van het geamputeerde voetje van een jongetje dat in Maastricht onder de tram was gekomen. De eerste foto van een levend mens, gemaakt op 28 januari, was die van de hand van Van Kleefs dochter Bertha. Was deze eerste proeve nog tamelijk wazig, de opname die op 31 januari werd gemaakt, zou het hele land doorgaan en enthousiast worden vermeld in de pers. Een verslag van deze vroege experimenten, Proefnemingen Met De Röntgen'sche Stralen, verscheen begin februari, vijf weken na de publicatie van Wilhelm Röntgens baanbrekend onderzoek naar deze straling. De drie medische röntgenopnames die hierin werden beschreven, behoren, met de in latere weken gemaakte, tot het nationaal erfgoed van Nederland. Het zijn de enige die uit deze periode bewaard gebleven zijn. Ruim een jaar later bestelde Van Kleef eind oktober 1897 bij de Amsterdamse firma Gudendag een complete serie toestellen en benodigdheden voor het maken van röntgenfoto's. Het forse aankoopbedrag van ƒ 1.208,73 (vergelijkbaar met ruim zeventienduizend euro in 2018) betaalde hij grotendeels uit eigen portemonnee. In februari 1898 werd het toestel geleverd en in gebruik genomen in het ziekenhuis. Bij zijn vertrek in 1904 schonk Van Kleef alle apparatuur aan Calvariënberg.

### Amateurfotograaf
Als begaafd amateurfotograaf was Van Kleef in september 1893 medeoprichter van de Maastrichtsche Amateur Fotographen Vereeniging, een van de vroegste verenigingen voor amateurfotografen buiten de Randstad. In later jaren was hij betrokken bij de in 1897 opgerichte Haagsche Amateur Fotographen Vereeniging 'Daguerre', waarvan hij enige tijd voorzitter was. In 1906 werd hij tevens lid van de (inter)nationaal georiënteerde Amateur Fotographen Vereeniging (nu: NAFV) te Amsterdam, waar hij in aanraking kwam met de elite van fotograferend Nederland. Hij experimenteerde met nieuwe technieken (onder meer met autochromen) en gaf lezingen over fotografie, waarvan er ten minste één in druk verscheen. Toen in 1910 bij gelegenheid van de wereldtentoonstelling te Brussel daar het 5e Internationaal Congres voor Fotografie zou worden gehouden, werd hij benoemd tot lid van de Nederlandse Ondersteuning- en Propagandacommissie.
Lambert van Kleef fotografeerde in huiselijke kring, in Ziekenhuis Calvariënberg, de omgeving van Maastricht en Den Haag, en op reizen naar onder andere de Côte d'Azur, Italië, Griekenland, Turkije, Noord-Afrika, de Verenigde Staten en het Caraïbisch gebied. Als sociaal voelend medicus had hij een voorkeur voor 'gewone mensen' en het betrappen van het leven van alledag. In clubverband werkend werd hij beïnvloed door het picturalisme.

### Privéleven

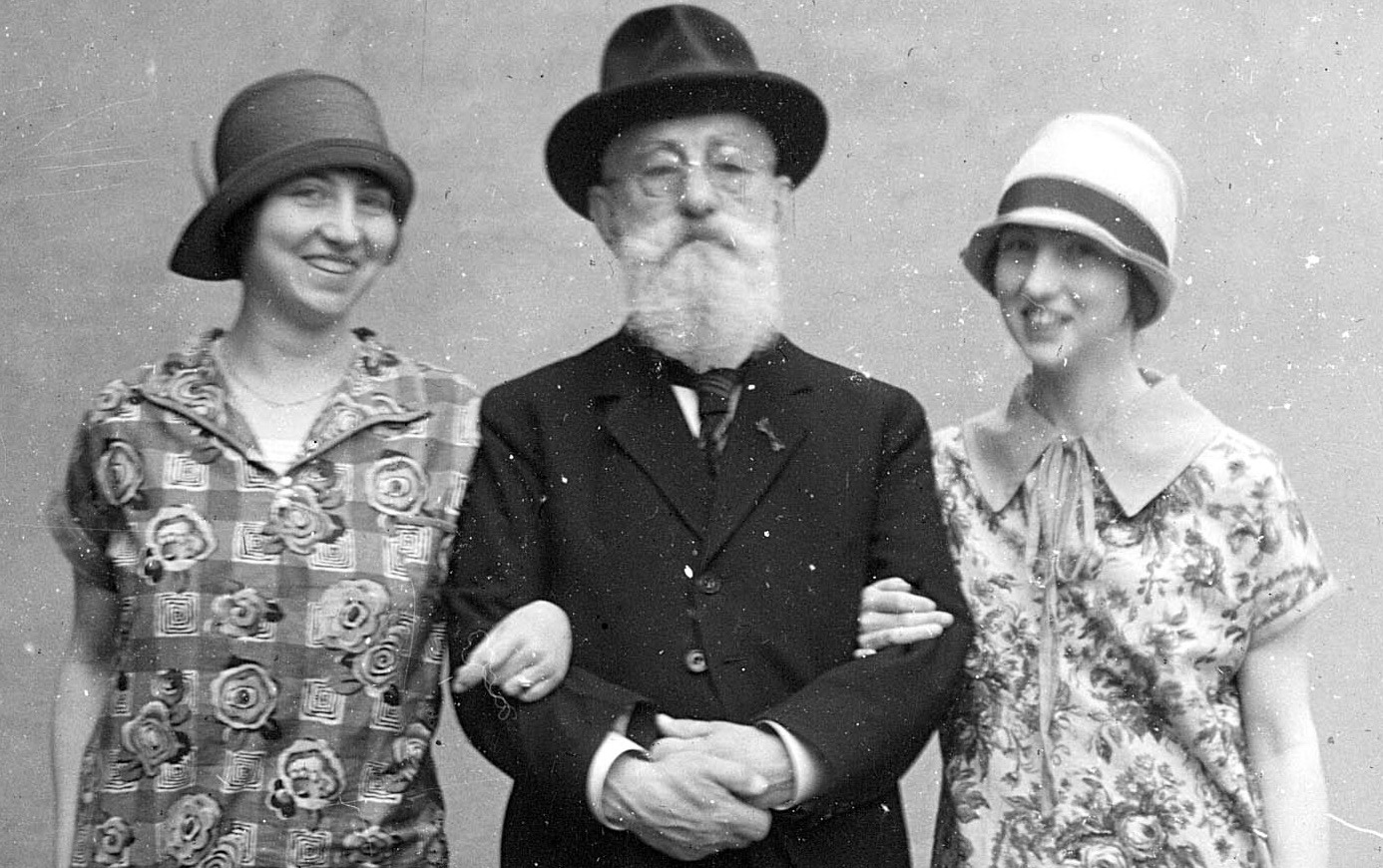
Van Kleef – op leeftijd – met twee kleindochters in Parijs, 1926

Lambertus Theodorus van Kleef huwde in 1872 in Venlo Maria Catharina Francisca Hendrika ('Cato') van de Loo (1848-1901), een nichtje van de eerdergenoemde arts J.P.H. van de Loo. Het echtpaar kreeg drie kinderen, van wie de jongsten (twee zoontjes) dood werden geboren. Dochter Catharina Hendrika Bertha (1874-1944) huwde op 22 augustus 1903 George Joseph Dominique Bauduin (1871-1955), een zoon van de Maastrichtse burgemeester Petrus Christianus Hubertus Bauduin. Dit echtpaar kreeg vier dochters.
In 1904 keerde Van Kleef terug naar zijn vaderstad Den Haag, waar hij nog twintig jaar tal van openbare functies vervulde. In 1928 overleed hij, 81 jaar oud, aan de maagkwaal waarvan hij zovelen had genezen. Op zijn uitdrukkelijk verzoek werd hij in Maastricht begraven, bij zijn echtgenote, op de Algemene Begraafplaats aan de Tongerseweg.

## Publicaties, lidmaatschappen en onderscheidingen

### Publicaties (selectie)

#### Over medische onderwerpen
- 1878: 'Drie oviarotomiën', in: Nederlandsch Tijdschrift voor Geneeskunde (NTvG), nr. 9, pp. 121-134.
- 1880: Ein Fall von Dehnung der Interkostallnerven (dissertatie Ruprecht-Karls-Universität, Heidelberg).
- 1880: 'Intercostalnervendehnung', in: Centralblatt für Chirurgie (Leipzich), nr. 47, p. 766.
- 1882: 'Ulcus ventriculi, stenosis pylori, resectio pylori', in NTvG, nr. 26, pp. 436-443.
- 1882: Idem (Franse vertaling), in: Annales de la Société de Médecine d'Anvers (Antwerpen).
- 1882: 'Klinische demonstratie van patiënte na resectio-pylori' (bij gelegenheid van de algemene ledenvergadering van de Nederlandsche Maatschappij tot bevordering der Geneeskunst op 10 juli 1882 in Maastricht), in: NTvG.
- 1882: 'Pylorusresektion bei stenosirendem Magengeschwür', in: Centralblatt für Chirurgie (Leipzich), nr. 46, pp. 756-758.
- 1883: E. Schreinemacher, Over resectio-pylori (dissertatie Rijksuniversiteit Utrecht, gebaseerd op Van Kleefs pyloris-resectie uit 1882, waarbij Schreinemacher assisteerde).
- 1890: H. de Wildt, 'Ileo-colostomie bij darm-strictuur door Dr. van Kleef', in: NTvG, 1890, deel 2, pp. 377-383.
- 1892: H. de Wildt, 'Een geval van pancreascyste door Dr. van Kleef geopereerd', in: NTvG, 1892, deel 1, pp. 275-277.
- 1892: H. de Wildt, 'Over het ontstaan en de behandeling van het caput obstipum congenitum' (over vier patiënten van Van Kleef met aangeboren scheve hals), in: NTvG, deel 1, nr. 7, pp. 193-198.
- 1893: H. de Wildt en L. van Kleef, 'Maag-operaties, in de jaren 1882-1893 verricht door dr. L.Th. van Kleef, mededeelingen uit het burgerziekenhuis Calvarieberg', in: NTvG, deel 1, nr. 4, pp. 89-126.
- 1895: 'Enige losse opmerkingen naar aanleiding van de cholera epidemie te Maastricht in het jaar 1894' in: NTvG, deel 1, nr. 25.
- 1896: H. Hoffmans, L. van Kleef en J. van den Eerenbeemt, Proefnemingen met de Röntgen'sche  stralen in het laboratorium der Hoogere Burgerschool te Maastricht. Uitg. Leiter Nypels, Maastricht (12 pagina's).
- 1898: 'Klinische demonstratie over resectio pyloris, gehouden op de Algemene Vergadering der Nederlandsche Maatschappij tot bevordering der Geneeskunst, te Maastricht, op 4 juli 1898', in: NTvG, deel 2, nr. 6, p. 205.[22]

#### Over fotografie
- 1893 of later: Herzien schema voor het maken van contratypen volgens een door het lid Dr. L.Th. van Kleef gewijzigd procédé [van] G. Balagny (manuscript).
- 1910: 'Studien über dem Silber-Pigmentleim Verfahren und eine neue Methoden desselben', in: Zeitschrift für Wissenschaftliche Photographie, Photophysiek und Photochemie. K. Schaum, Leipzig, deel 8, nr. 12, pp. 432-440.[22]

### Lidmaatschappen (selectie)
Lambert van Kleef was naast een uitstekend medicus ook een talentvol bestuurder en vervulde jarenlang onder meer leidende functies binnen de Nederlandsche Maatschappij tot bevordering der Geneeskunst (NMG). 
- 1878-1928: Lid van de NMG (van 1888-1891 en 1899-1901: lid van het hoofdbestuur; in 1890 en 1892: vice-voorzitter van het hoofdbestuur; van 1898-1904: voorzitter van de afdeling Limburg; 1909-1916: lid van de Raad van Beroep).
- 1881-1904: Lid van de Sociëteit Momus in Maastricht.
- 1885-1895: Lid van de Geneeskundige Raad voor Limburg en oostelijk Noord-Brabant.
- 1887: Getuige voor de onderzoekscommissie van de parlementaire enquête naar de toestand in fabrieken en werkplaatsen.
- 1892: Lid van de onderzoekscommissie van de NMG naar de schadelijke gevolgen van vaccinatie.
- 1893-1904: Lid van de Maastrichtsche Amateur Fotographen Vereeniging.
- 1899: Vicevoorzitter van de afdeling Maastricht en omstreken van het Nederlandsche Rode Kruis.
- 1904-?: Lid (en enige tijd voorzitter) van de Haagse Amateur Fotographen Vereeniging 'Daguerre'.
- 1906-?: Lid van de [Nederlandsche] Amateur Fotographen Vereeniging te Amsterdam.
- 1907-1925: Lid van de Gemeentelijke gezondheidscommissie in Den Haag.
- 1907-1925: Lid van de Gemeentelijke Commissie van Toezicht op het Lager Onderwijs in Den Haag.
- 1910-1924: Lid van het College van Regenten van het Geneeskundig Gesticht voor krankzinnigen 'Oud Rosenburg' te Loosduinen.[23]

### Onderscheidingen

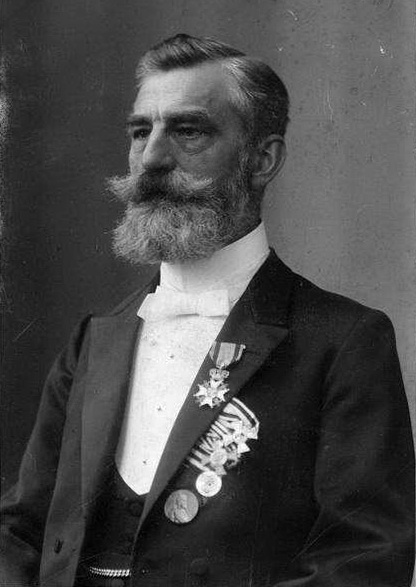
Van Kleef met zijn onderscheidingen, na 1903

- 1871: Bronzen kruis van Le Conseil de la Société Française de Secours aux Blessés et Malades des Armes de Terre et de Mer (het Franse Rode Kruis).
- 1871: Medaille 'Anima Vulneratorum Clamavit' (onderscheiding van het Nederlandse Rode Kruis voor ambulancewerk).
- 1872: Ridder in de Kroonorde van Pruisen (4e klasse).
- 1873: Kriegs-Denkmünze an Nicht-Combattanten-Bande (Duitse oorlogsherinneringsmedaille voor vrijwillige hulpverlening aan gewonden in de oorlog van 1870-71).
- 1895: Ridder in de Orde van de Nederlandse Leeuw, uitgereikt bij gelegenheid van het bezoek van de koninginnen Emma en Wilhelmina aan Maastricht.
- 1900: Herinneringsmedaille keizer Wilhelm I.
- 1903: Ridder in de Orde van de Rode Adelaar (3e klasse), verleend door Wilhelm II als blijk van waardering voor de behandeling van de Pruisische militaire attaché baron von Ziegler, die Van Kleef had behandeld na een auto-ongeluk aan de voet van de Cauberg (24 september 1901: het eerste auto-ongeval met dodelijke afloop in Nederland).
- 1903: Medaille van de Maastrichtse afdeling van de Nederlandsche Maatschappij tot bevordering der Pharmacie.[24]

## Nalatenschap

### Fondsen, stichtingen
In 1938, tien jaar na de dood van Van Kleef en 34 jaar na zijn vertrek uit Maastricht, richtte een van zijn opvolgers, dr. Charles Mendes de Leon (1893-1962), een Van Kleeffonds op ter ondersteuning van jonge medici bij promotieonderzoek.
In 2007 werd de Stichting dr. Lambert van Kleef opgericht, die zich ten doel stelt de naamsbekendheid van de arts te vergroten en zijn werk onder de aandacht te brengen. In 2016 verscheen onder auspiciën van de stichting en onder redactie van de historica Ingrid M.H. Evers een bundel opstellen over Van Kleef en zijn betekenis voor wetenschap en fotografie. Na het bereiken van haar doelstellingen werd de stichting in februari 2022 ontbonden. 

### Gebouw- en straatnamen
In de Maastrichtse buurt Brusselsepoort, vlak bij het voormalige Ziekenhuis Sint Annadal, is een straat vernoemd naar Van Kleef, de Dokter van Kleefstraat. In deze straat bevond zich tot 2022 het Gezondheidscentrum Dr. van Kleef, sindsdien als Huisartsenpraktijk Dr. van Kleef gevestigd in de Victor de Stuersstraat. In 2011 kreeg het nieuwe bestuursgebouw van het Maastricht UMC+ de naam Dr. Lambert van Kleeftoren. Ook beschikt het Maastricht UMC+ over een gehoorzaal die naar Van Kleef is vernoemd. Enkele jaren later kreeg een tijdelijk kantoor van de welzijnsorganisatie Envida op het adres Abtstraat 4 de naam 'Van Kleefpaviljoen'.

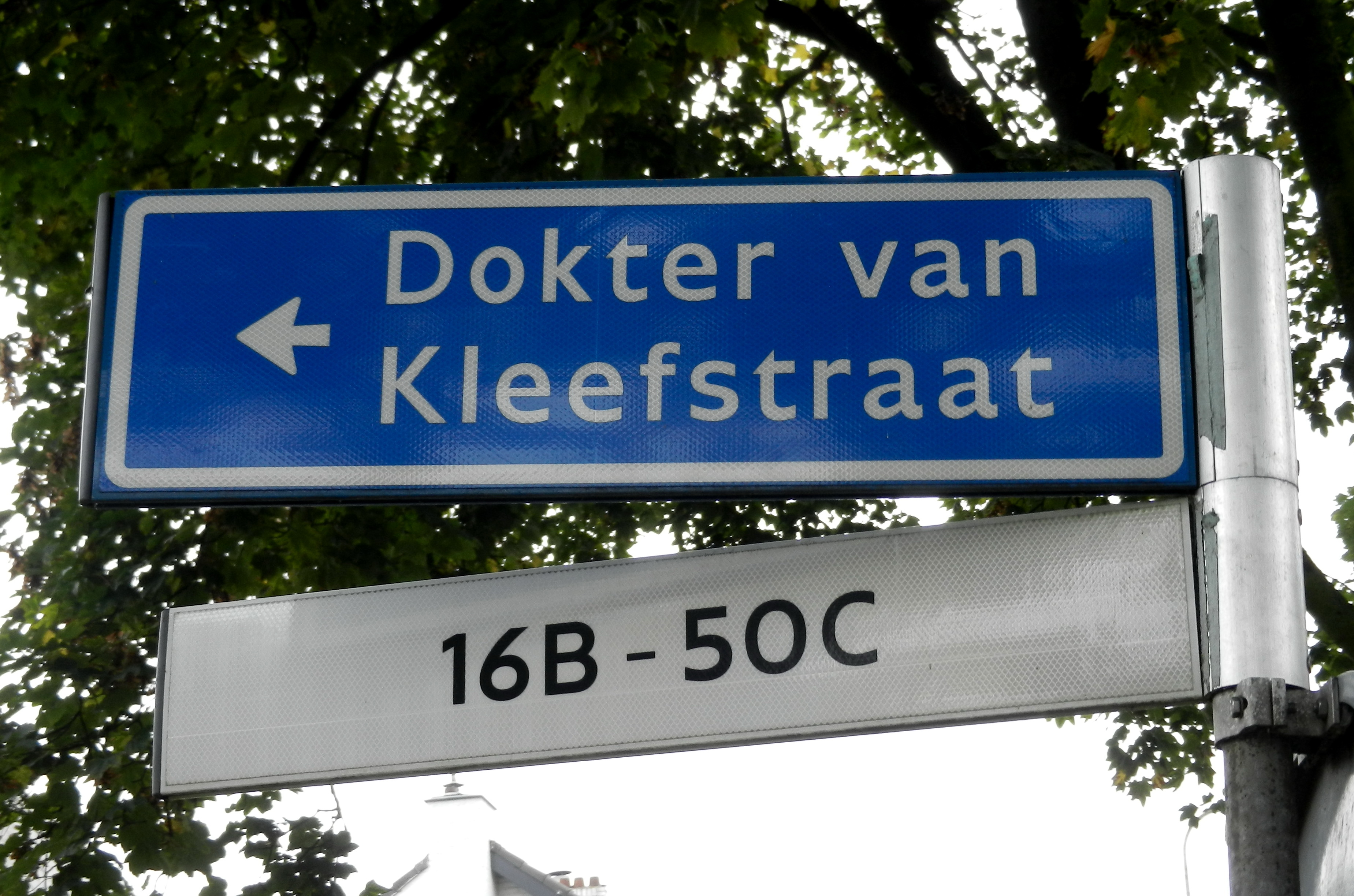
Dokter van Kleefstraat
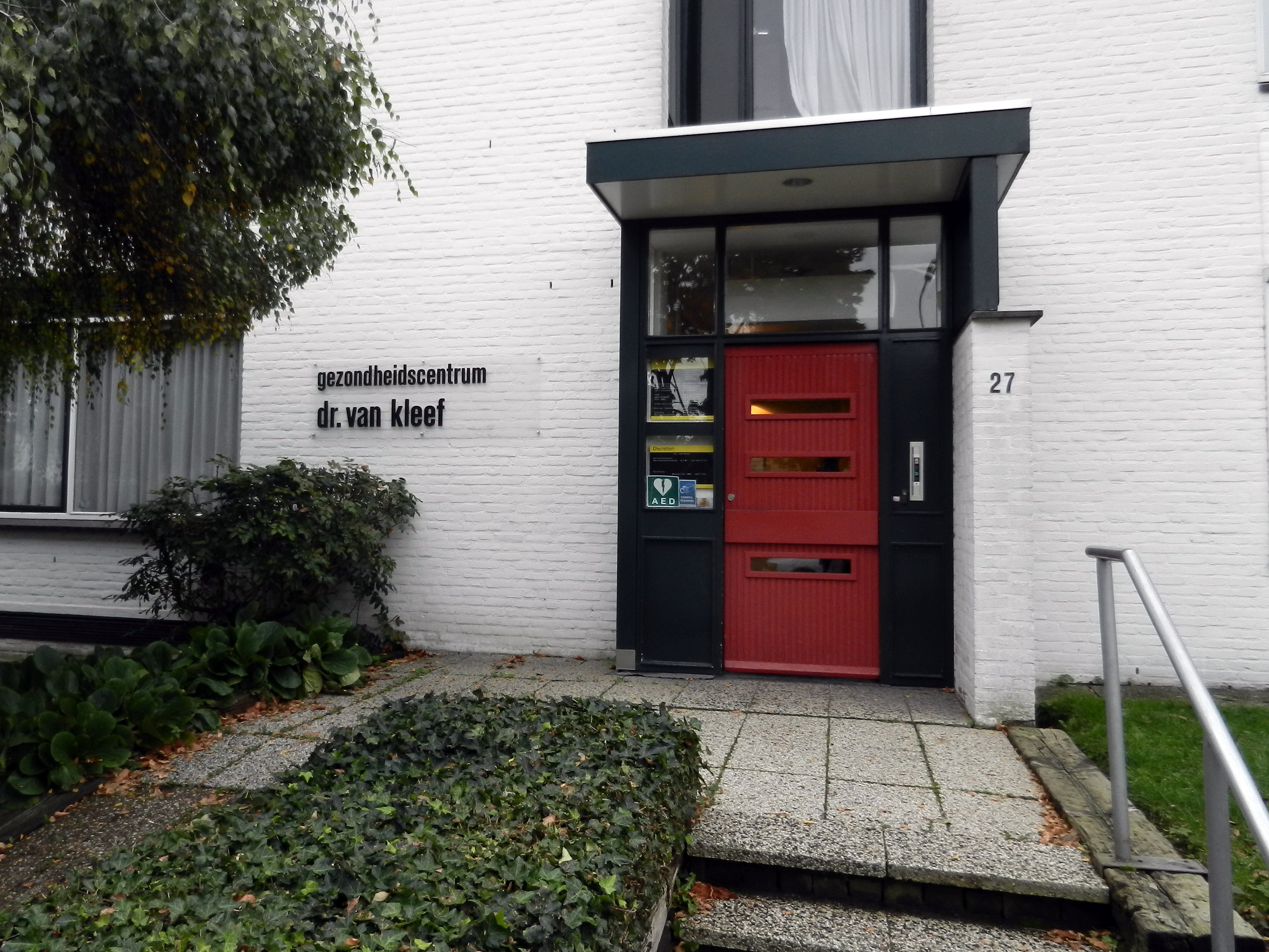
Gezondheidscentrum Dr. Van Kleefstraat
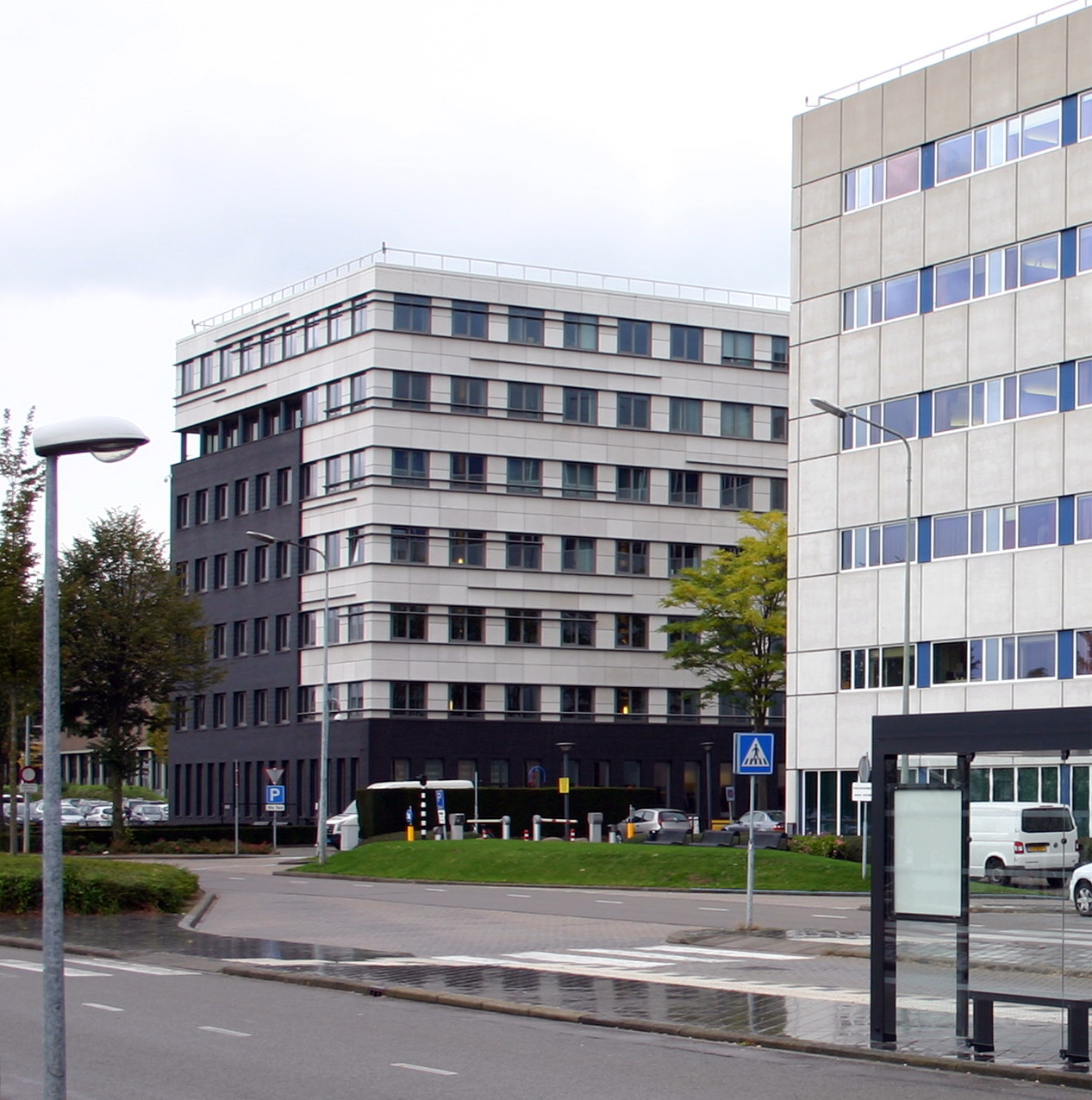
Dr. Lambert van Kleeftoren (links)
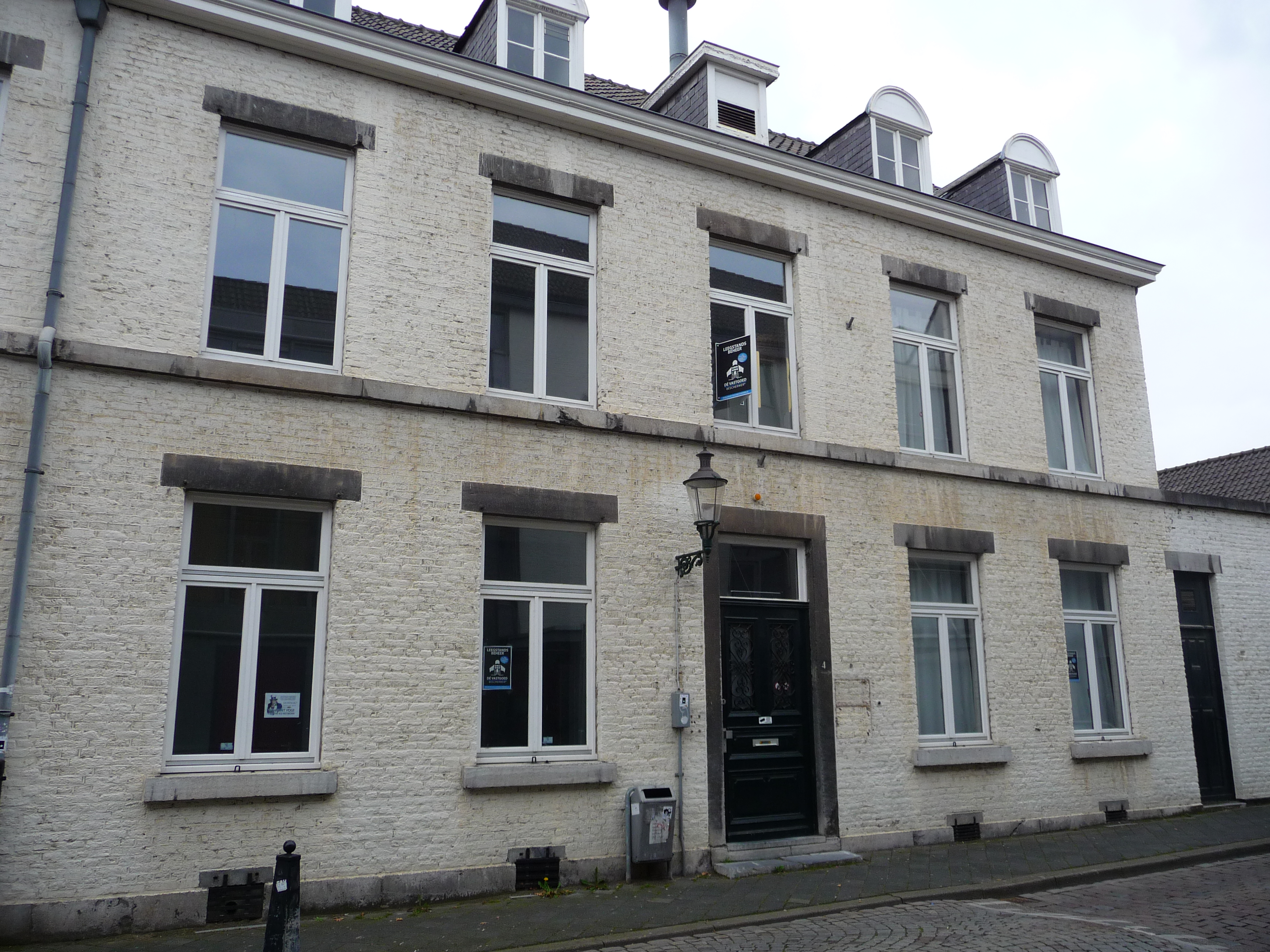
Van Kleefpaviljoen

### Grafmonument, borstbeelden, exposities
Het grafmonument van Cato van Kleef-van de Loo (†1901) en haar echtgenoot Lambert (†1928) op de Algemene Begraafplaats Tongerseweg in Maastricht is bewaard gebleven. Het monument uit 1901, waarvan de maker onbekend is, is typerend voor die tijd. Het bestaat uit een hardstenen zuil in neoclassicistische vormen met een kruis. Aan de voet van de zuil is een hardstenen plaat bevestigd met een epitaaf. Het perkje vóór het monument wordt afgedekt met een hardstenen grafplaat en is omheind met zuiltjes die verbonden zijn met kettingen.
Begin 20e eeuw vervaardigde de van oorsprong Heerlense beeldhouwer Jean Guillaume (Jan Willem) Beaujean (1852-1916) een gipsen borstbeeld van Lambert van Kleef, dat hem waarschijnlijk werd aangeboden bij zijn vertrek uit Maastricht in 1904. Het is kort na zijn overlijden in 1928 door zijn dochter Bertha geschonken aan het Maastrichtse Burgerlijk Armbestuur en berust thans in de collectie van het Limburgs Museum in Venlo. Op initiatief van de Stichting Dr. Lambert van Kleef werden in 2008 in Griekenland een aantal bronzen afgietsels van de buste gemaakt, die door de Maastrichtse kunstenaar Appie Drielsma zijn afgewerkt.
In 1996 organiseerde het toenmalige Gemeentearchief Maastricht in de hal van het gebouw aan de Grote Looiersstraat 17 (nu onderdeel van de Universiteitsbibliotheek Maastricht) de tentoonstelling  'Photographie van het onzichtbare. Honderd jaar röntgen in Maastricht' . Hierbij werden onder museale omstandigheden enkele originele glasplaten en afdrukken uit januari 1896 getoond, waaronder de hand van Bertha van Kleef. De oorspronkelijk gebruikte apparatuur, met name de Ruhmkorff-inductor, was eveneens een blikvanger.
In de 'museumgang' tussen de Dr. Lambert van Kleeftoren en de rest van het ziekenhuis bevindt zich een raamtransparant met het portret van Van Kleef. Zijn borstbeeld staat achter gesloten deuren in de hal van de toren. In de museumgang worden wisselende exposities ingericht, waarbij de nalatenschap van Lambert van Kleef regelmatig wordt belicht.

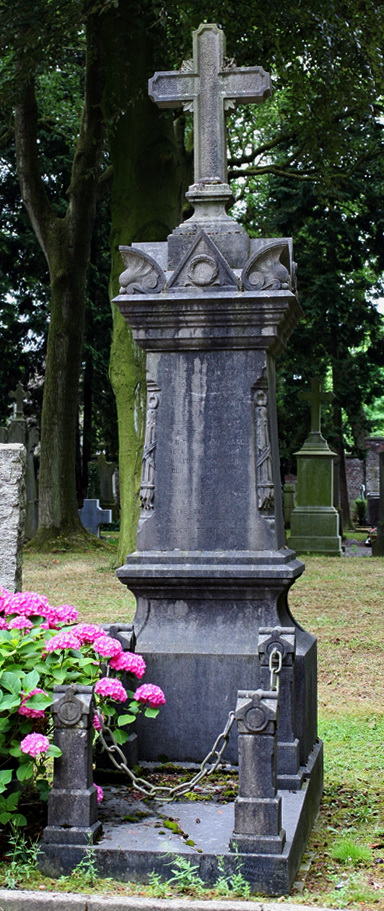
Grafmonument Van Kleef
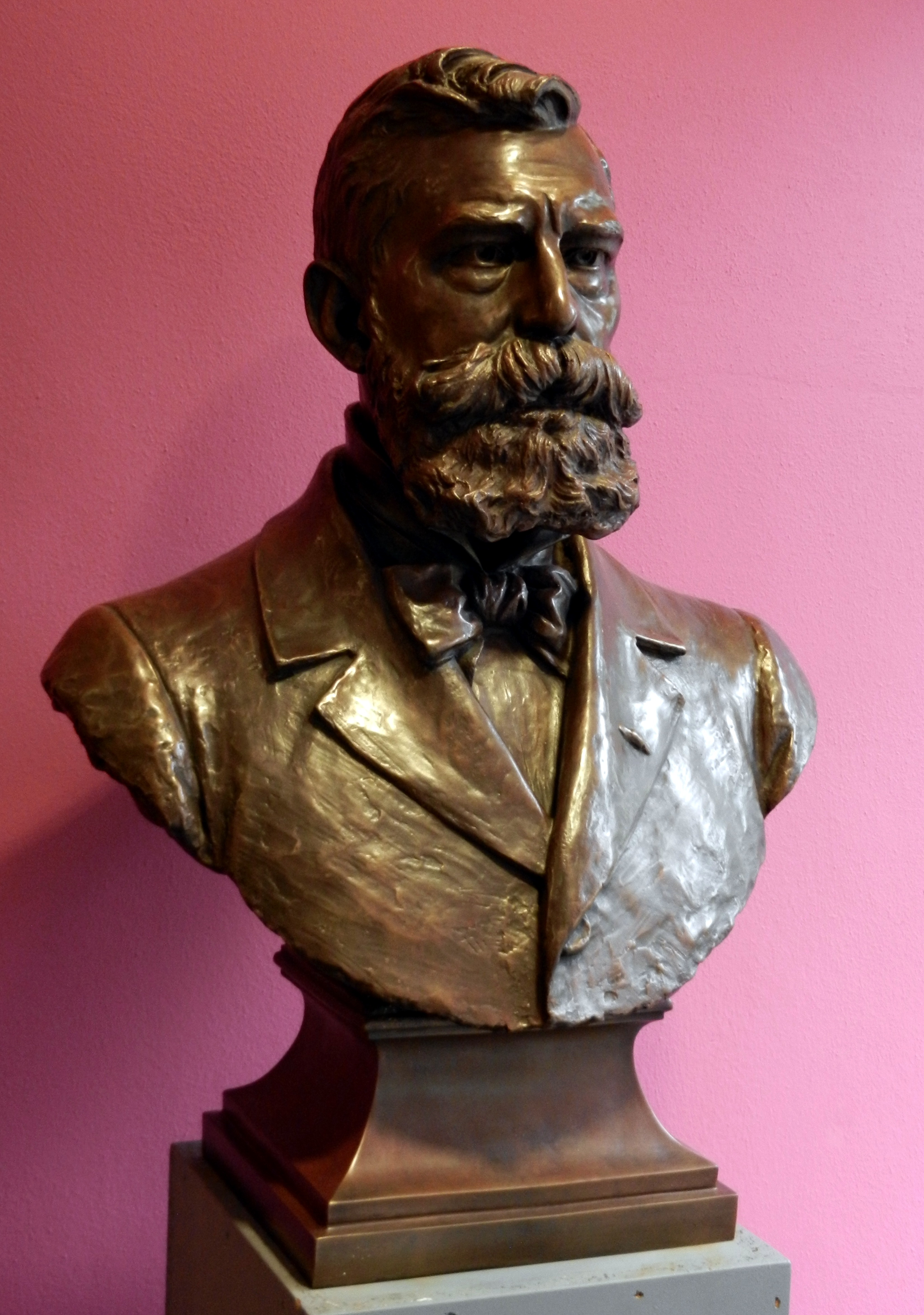
Borstbeeld
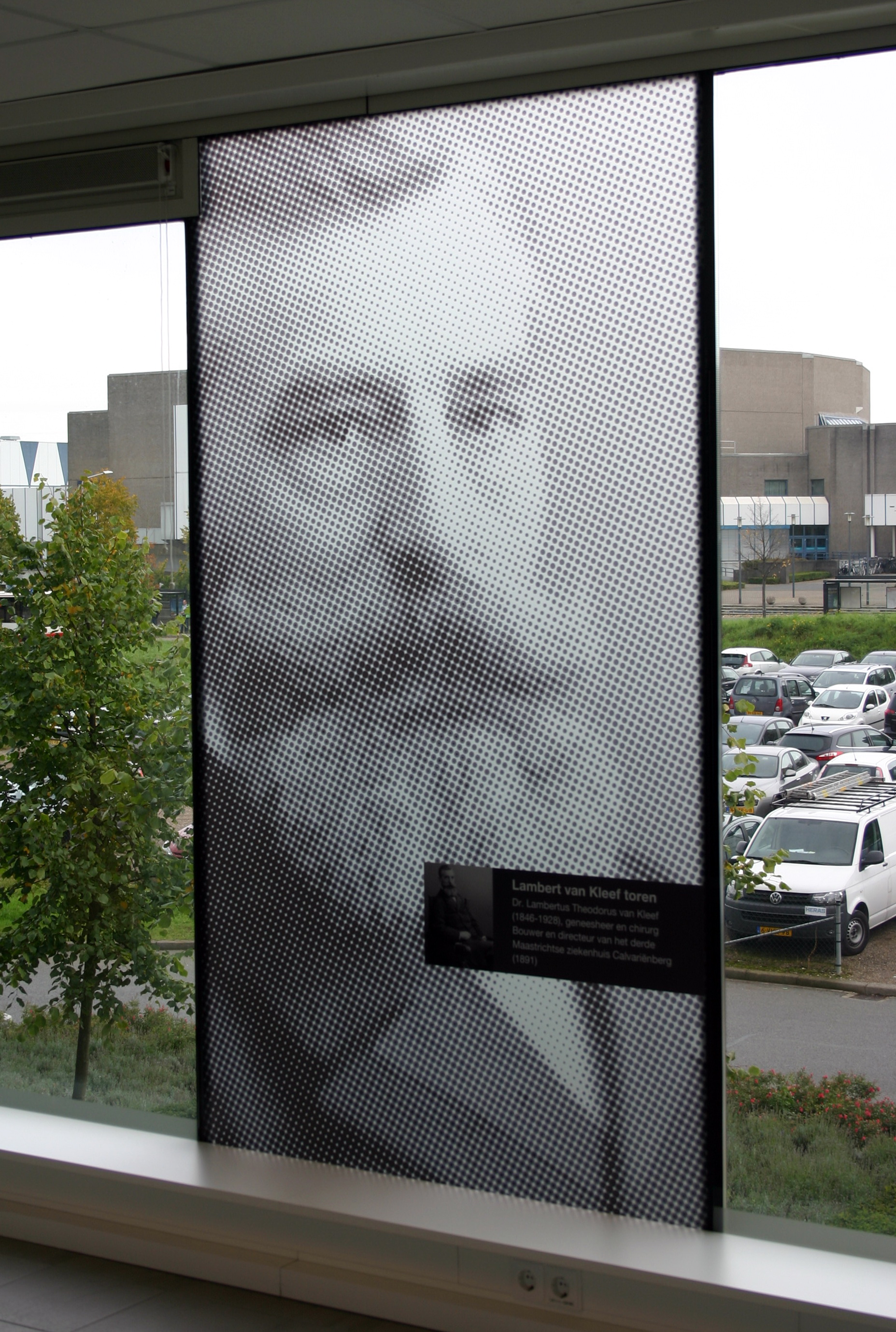
Raamtransparant MUMC+
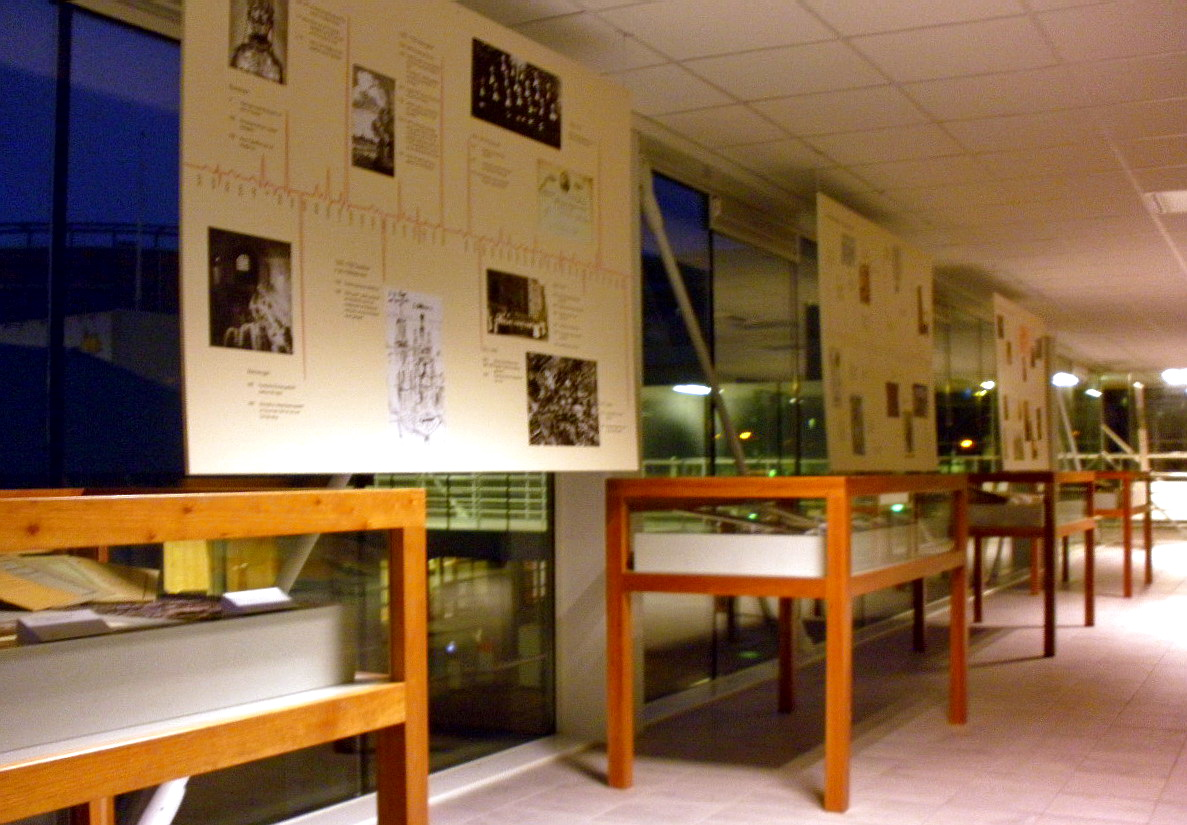
Museumgang MUMC+ (2011)

### Fotocollecties Van Kleef
De kleine collectie medische röntgenfoto's in Maastricht is uniek in Nederland, niet alleen omdat het de vroegste in Nederland waren, maar ook omdat van andere vroege medische experimenten vrijwel niets bewaard is gebleven. De collectie in Maastricht, bestaande uit 22 glasnegatieven en 30 afdrukken, wordt in de wandeling ontoereikend de 'Collectie Hoffmans' genoemd. Dit, omdat de foto's werden teruggevonden bij de verhuizing van het Stedelijk Lyceum, in de nalatenschap van HBS-directeur Hoffmans. Deze collectie is door vervreemding niet meer compleet. Een ander deel, waaronder elf van de oudste röntgenfotos van Nederland, was tot 2023 in bezit van de Stichting Dr. Lambert Th. van Kleef. Op 25 januari van dat jaar werd deze collectie overgedragen aan het Historisch Centrum Limburg (HCL). De andere foto's zijn in bezit van Centre Céramique, maar eveneens in 2023 in langdurig bruikleen afgestaan aan het HCL. In het gebouw van het HCL in Maastricht was in januari en februari 2023 een kleine tentoonstelling over deze bijzondere collectie te zien. De originele röntgenapparatuur die door Hoffmans, Van Kleef en Van den Eerenbeemt gebruikt werd voor hun experimenten, is eveneens bewaard gebleven. In 2010 voerden enkele wetenschappers hiermee opnieuw experimenten uit, die internationale opwinding veroorzaakten en een jaar later in het tijdschrift Radiology werden gepubliceerd.
Van de amateurfoto's van Lambert van Kleef zijn enkele honderden glasplaten en fotoafdrukken door nazaten bewaard en geschonken aan het Regionaal Historisch Centrum Limburg te Maastricht. In Nederland fotografeerde Van Kleef onder andere in Maastricht en omgeving, Den Haag en omgeving, Apeldoorn, Breda en Oisterwijk. Verder fotografeerde hij tijdens reizen naar Zuid-Frankrijk, Algerije en Tunesië (1890), Italië (1894), Venezuela en de Caraïbische eilanden (1898-99), New York en Niagara Falls (1900), Griekenland en Turkije (1902), Zwitserland (1912?) en Parijs (1926).
Sinds 2018 bevindt zich in het HCL (in bruikleen) tevens een fotoalbum dat in 1904 aan Van Kleef is aangeboden bij zijn afscheid. Het bevat 28 portretten van artsen die op dat moment lid waren van de Limburgse afdeling van de KNMG.

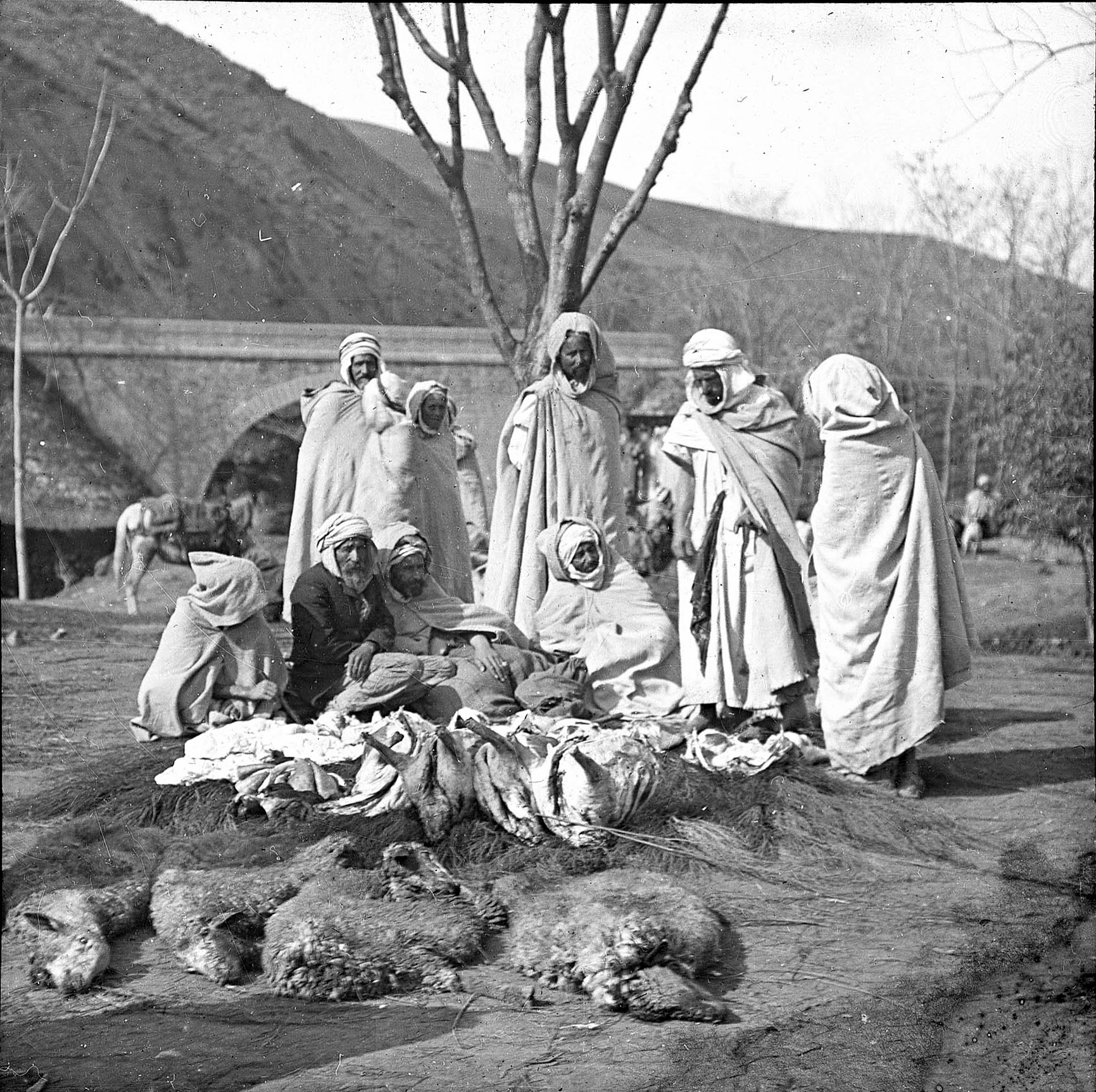
Schapenmarkt in Amoucha (Algerië), 1890
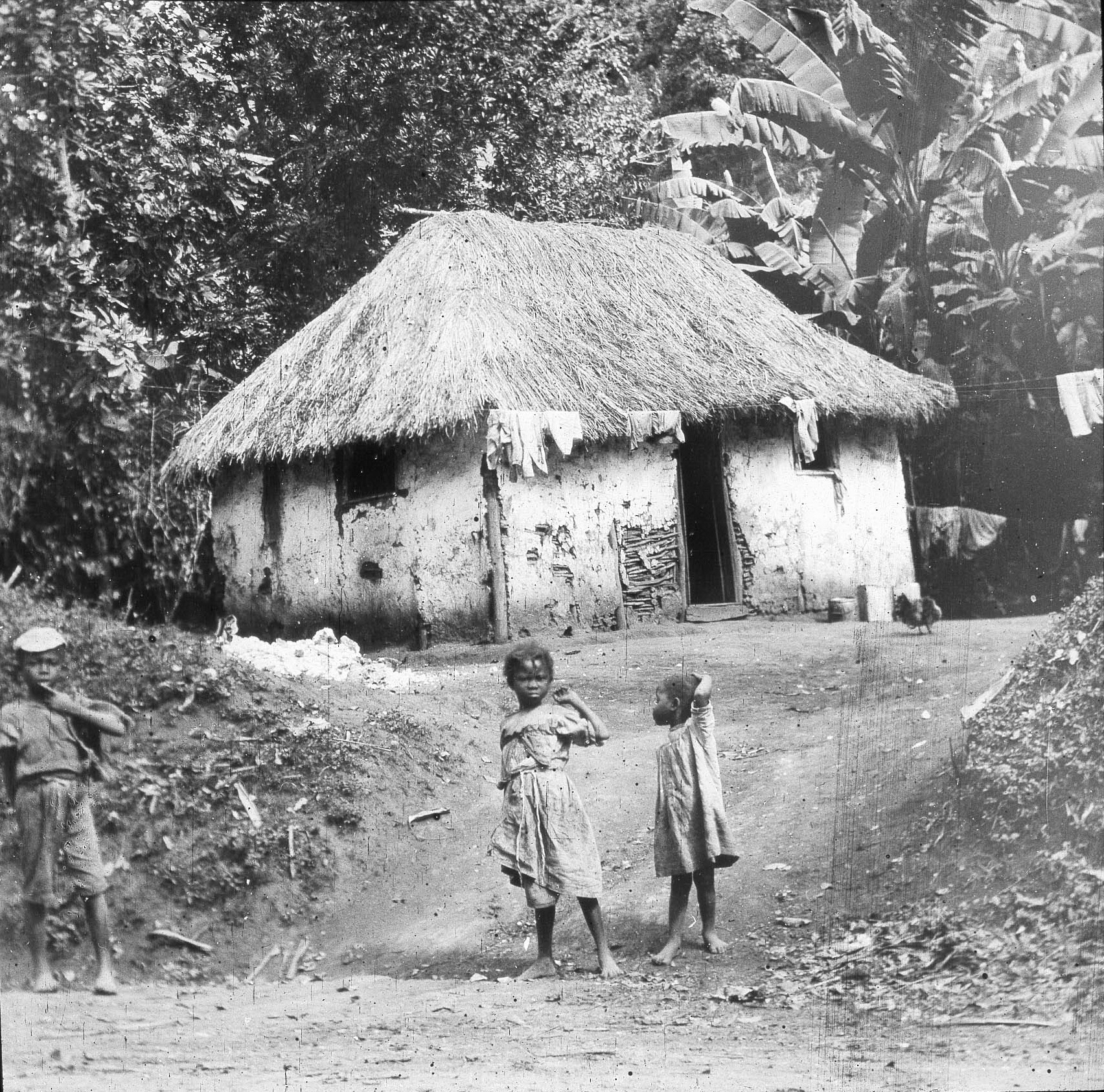
Kinderen bij lemen hut in Jamaica, 1898-99
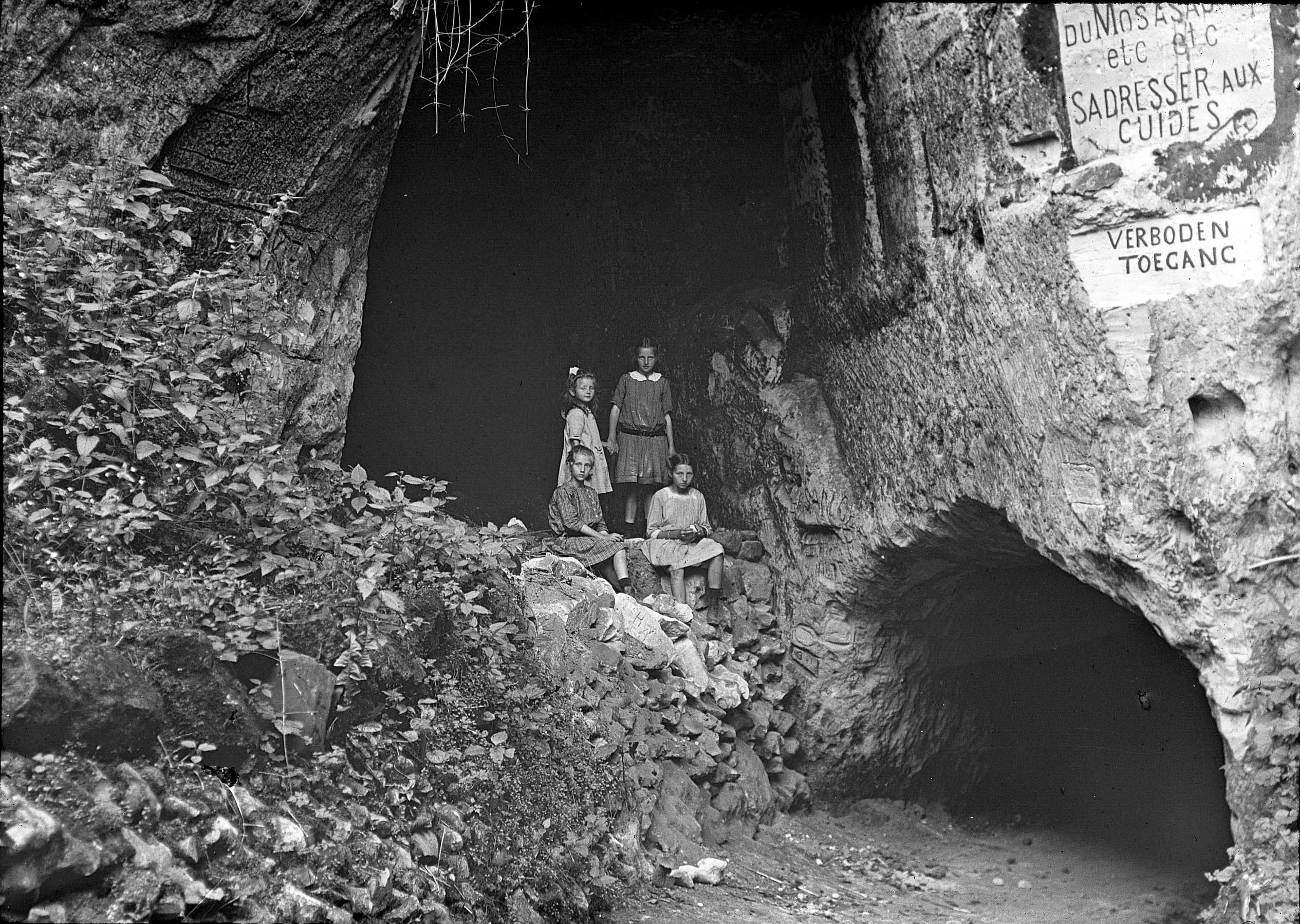
Grot Sint-Pietersberg (met kleinkinderen), 1917
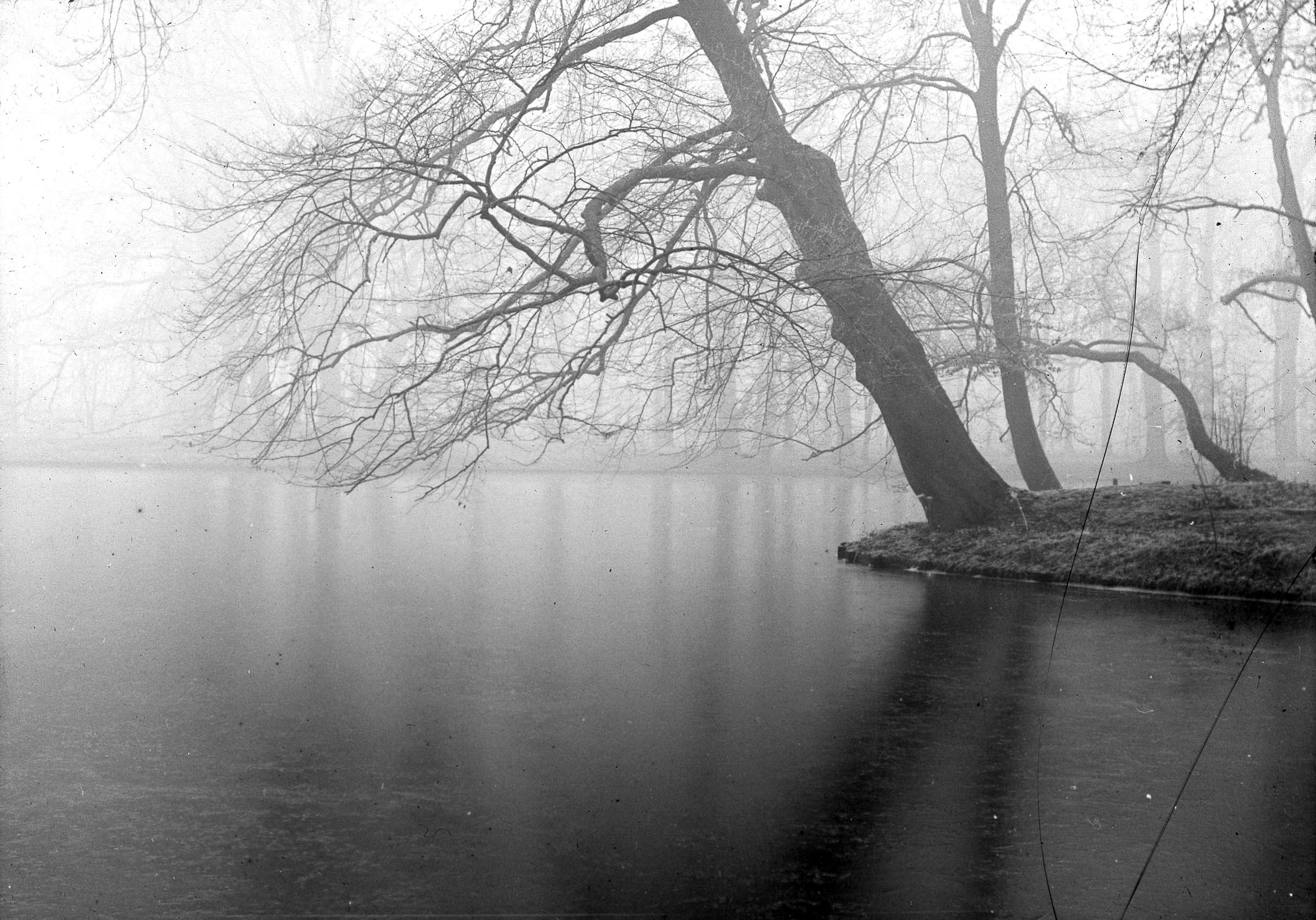
Sfeeropname Haagse Bos, 1918